# Uwe Schrader
Pour les articles homonymes, voir Schrader.
Uwe Schrader, né le 28 avril 1954 à Groß Bülten (Allemagne), est un réalisateur, producteur de cinéma et scénariste allemand. Il est également professeur de cinéma d'art à l'université de Hildesheim.

## Formation
- Académie allemande du film et de la télévision de Berlin

## Récompenses et distinctions
- (en) Uwe Schrader: Awards, sur l'Internet Movie Database